# Цолак Америкян
Цолак Америкя́н (справдні ім'я і прізвище — Галуст Керопович Сулуликян; нар. 5 жовтня 1887, Трабзон — пом. 17 вересня 1964, Ленінакан) — вірменський радянський актор; народний артист Вірменської РСР з 1947 року.

## Біографія
Народився 23 вересня [5 жовтня] 1887 року в місті Трабзоні (нині Туреччина) в сім'ї чоботаря. Закінчив вірменську та російську семінарії у Батумі. До 1908 року жив у багатьох країнах Європи та Африки, працював докером, чорноробом, службовцем. У Парижі та Каїрі відвідував театри та драматичні студії.
Вперше на сцені виступив у 1906 році у Батумі у виставі «Гамлет» у ролі першого актора. Професійну акторську діяльність розпочав у 1909 році. Грав у трупах Сірануйш, Ованеса Абеляна, Ваграма Папазяна. Надалі сам керував театральними колективами, виступаючи на Кавказі, в Україні, у Росії, зокрема протягом 1918—1930 років очолював вірменські трупи в Україні, які працювали у Керчі, Києві, Харкові, Одесі, Миколаєві. З 1931 року — актор Ленінаканського театру імені Асканаза Мравяна.
Помер в Ленінакані (нині Ґюмрі, Вірменія) 17 вересня 1964 року.

## Ролі
театральні ролі
- Багдасар, Манук-ага («Дядько Багдасар», «Високошановані жебраки» Акопа Пароняна);
- Елізбаров, Гіж Данел, Бархудар («Через честь», «Злий дух», «Намус» за Олександра Ширванзаде);
- Кречинський («Весілля Кречинського» Олександра Сухово-Кобиліна);
- Шейлок, Мальвіоло («Венеціанський купець», «Дванадцята ніч» Вільяма Шекспіра);
- Ваштак («Ара прекрасний» Наїрі Заряна);
- Вурм («Підступність і кохання» Фрідріха Шиллера);
- Зенон («Країна рідна» Дереника Демірчяна);
- Шах Зеір («Шахнаме» Мкртича Джанана).

ролі у кіно
- Атюн-апер («Зангезур», 1938);
- Аракел («Кому усміхається життя», 1957);
- дід («Серце матері», 1957);
- в епізоді («Північна веселка», 1960);
- Нікогос-ага («Тжвжик», 1961);
- Варпет Оган («Кільця слави» 1962)[2].